# Дей (Вісконсин)
Дей (англ. Day) — місто (англ. town) в США, в окрузі Марафон штату Вісконсин. Населення — 1063 особи (2020).

## Демографія
Згідно з переписом 2010 року, у місті мешкало 1085 осіб у 410 домогосподарствах у складі 321 родини. Було 427 помешкань
Расовий склад населення:
| - 99,6 % — білих - 0,1 % — чорних або афроамериканців - 0,1 % — азіатів |

До двох чи більше рас належало 0,2 %. Частка іспаномовних становила 0,7 % від усіх жителів.
За віковим діапазоном населення розподілялося таким чином: 25,3 % — особи молодші 18 років, 62,6 % — особи у віці 18—64 років, 12,1 % — особи у віці 65 років та старші. Медіана віку мешканця становила 40,6 року. На 100 осіб жіночої статі у місті припадало 100,6 чоловіків;  на 100 жінок у віці від 18 років та старших — 105,3 чоловіків також старших 18 років.
Середній дохід на одне домашнє господарство  становив 86 875 доларів США (медіана — 68 036), а середній дохід на одну сім'ю — 96 427 доларів (медіана — 79 167). Медіана доходів становила 47 778 доларів для чоловіків та 40 769 доларів для жінок. За межею бідності перебувало 4,3 % осіб, у тому числі 5,9 % дітей у віці до 18 років та 0,0 % осіб у віці 65 років та старших.
Цивільне працевлаштоване населення становило 590 осіб. Основні галузі зайнятості: освіта, охорона здоров'я та соціальна допомога — 26,3 %, виробництво — 19,5 %, сільське господарство, лісництво, риболовля — 11,0 %, роздрібна торгівля — 8,6 %.